# 奥卢 (葡萄牙)
奥卢是葡萄牙波尔图区的一个堂区。总面积6.82平方公里，总人口446人，人口密度65.4人/平方公里。